# Austrocoenia aczeli
Austrocoenia aczeli Wirth, 1970 è un insetto della famiglia degli Ephydridae (Diptera: Schizophora). Endemica della Patagonia, è l'unica specie del genere Austrocoenia Wirth, 1970. 

## Descrizione
L'adulto ha corpo lungo 3,5-5 mm, con livrea grigia nel complesso e tegumento di aspetto pruinoso.
Il capo ha fronte opaca e pruinosa, di colore grigio o bruno-grigiastro, spesso con sfumature di altri colori nelle aree prossime agli ocelli e agli occhi (bluastre, verdastre, nerastre). La vitta frontale e margini laterali delle placche fronto-orbitali sono leggermente rialzati e di colore più scuro rispetto al resto della fronte. Le antenne sono brevi e dirette lateralmente; hanno primo flagellomero isodiametrico e arista più corta dell'insieme dei primi tre segmenti antennali. Pedicello cosparso di peli, fra cui emerge una robusta setola dorsale, eretta verticalmente. 
La faccia è ampia e pronunciata in avanti rispetto alla fronte, con profilo convesso. Le gene sono ampie, più estese rispetto agli occhi. Il clipeo è ampio, ma molto stretto in senso dorso-ventrale. Apparato boccale relativamente breve e in genere retratto all'interno della cavità orale.
La chetotassi cefalica è caratterizzata da una diffusa ma rada copertura di peli più o meno robusti in alcune aree, alternate ad altre più o meno glabre. La fronte è glabra in corrispondenza delle placche fronto-orbitali, ma è rivestita da brevi setole sparse sulla vitta e allineate in una sola serie ai margini periorbitali (setole fronto-orbitali). Queste ultime sono composte da 8-10 brevi setole e da due più lunghe, lateroclinate, a cui si aggiunge, spesso, una proclinata anteriore. Nella regione postfrontale sono evidenti le due paia di robuste setole verticali e un paio di setole ocellari, oltre a brevi setole sparse su tutto il triangolo ocellare. Non si distinguono, invece, le setole pseudopostocellari, contrariamente a quanto si riscontra in molti efidridi. Setole postoculari piccole e sparse. Gene e postgene rivestite da brevi setole in corrispondenza del margine posteriore e del margine peristomale. Faccia rivestita da una diffusa e sparsa peluria su gran parte della superficie; le setole facciali allineate ai margini laterali, presso le parafacce, sono brevi.
Il torace è relativamente stretto e allungato, opaco e pruinoso, di colore grigio con sfumature verso il blu, il bianco o il bruno. Sulla pigmentazione di fondo, nel mesoscuto emergono due fasce longitudinali parallele più scure. Setole acrosticali brevi, allineate in due file leggermente divergenti posteriormente; le ultime due setole (setole prescutellari) sono più sviluppate e inserite più esternamente rispetto alle altre. Dorsocentrali numerose e brevi, ma fra queste si evidenziano, per ogni lato, 2-5 più lunghe e robuste. Le due paia posteriori di setole dorsocentrali sono marcatamente più lunghe e inserite più esternamente rispetto alle altre. Su ogni lato del mesoscuto si evidenzia una fila di setole sopralari, una di setole infralari e due setole postalari. Particolarmente sviluppate sono la sopralare posteriore, l'infralare posteriore e, soprattutto, le due postalari. Sugli scleriti dorsolaterali si evidenziano, per ogni lato, 2-4 setole omerali e 2 notopleurali. Le setole scutellari sono composte da tre paia: le marginali lunghe e robuste, quelle apicali molto più brevi. Sulla pleura si evidenziano, infine, due setole, oltre a brevi peli.

Schema della nervatura alare
Fratture costali: hb: frattura omerale; sb: frattura subcostale.
Nervature longitudinali: C: costa; Sc: subcosta; R: radio; M: media; Cu: cubito; A: anale.
Nervature trasversali: h: omerale; r-m: radio-mediale; dm-cu: medio-cubitale discale.
Cellule: br: 1ª basale; bm+dm: 2ª basale fusa con la discale; cup: cellula cup (aperta).

Le ali sono generalmente ialine o leggermente lattee, con nervature giallastre. La costa è lunga, estesa fino alla terminazione della media ed è rivestita da una serie di brevi setole spinescenti.
L'addome è uniformemente grigio e pubescente, composto da cinque uriti apparenti nel maschio e sette nella femmina.

## Distribuzione
A. aczeli è esclusiva dell'ecozona neotropicale e rappresenta uno dei numerosi endemismi della Patagonia. Il suo areale si estende in una fascia compresa fra 49° e 52° di latitudine, nel Cile e in Argentina.

## Tassonomia
L'inquadramento tassonomico del genere Austrocoenia si è rivelato problematico a causa della difficoltà di individuazione delle relazioni filogenetiche con altri generi di Ephydridae. Wirth (1970) giunse alla conclusione che il genere sarebbe una diramazione primitiva nell'ambito delle Ephydrinae. Negli anni ottanta era incluso nella tribù Scatellini, di cui era sospetta la natura parafiletica. Austrocoenia e il clade composto dai generi Paracoenia e Calocoenia, infatti, erano ritenute da Mathis (1980) linee che si discostano dal resto degli Scatellini, apparendo più affini agli Ephydrini.
Questo concetto trova applicazione negli schemi tassonomici più recenti, che includono fra gli Ephydrini alcuni generi, fra cui Austrocoenia, che in passato si collocavano negli Scatellini.